# Ciencias aplicadas
Las ciencias aplicadas utilizan el conocimiento científico de una o varias ramas de la ciencia para resolver problemas prácticos. Los campos de la ingeniería, por ejemplo, se acercan a lo que es la ciencia aplicada. Estas áreas prácticas del saber son vitales para el desarrollo de la tecnología. Su utilización en campos industriales se refiere generalmente desarrollo y uso.
Es decir la ciencia aplicada es un cuerpo de conocimiento en el que la investigación y el descubrimiento tienen su orientación directa a la práctica; esto son las ciencias que proporcionan el desarrollo de nuevas tecnologías, a saber: los algoritmos de acción para obtener el producto deseado. Aplicada es la disciplina científica que aplica el conocimiento científico existente para desarrollar sistemas más prácticos aplicados, como la tecnología o la invención.
Su concepto opuesto es el de ciencia fundamental, la investigación científica que se realiza para aumentar el conocimiento, sin fin práctico inmediato.
Las ciencias aplicadas son orientadas a la práctica del conocimiento obtenido en las ciencias fundamentales; estos conocimientos sirven directamente a las necesidades de la sociedad. Como resultado, proporciona una amplia gama de funcionamiento de las ciencias aplicadas. Debido al desarrollo de las disciplinas de las ciencias naturales en la ciencia fundamental, surge una colección de nuevos datos e información que permite ver, predecir y en algunos casos explicar y entender los fenómenos en el mundo, en particular, la ciencia aplicada puede aplicar la ciencia formal, como las estadísticas, las matemáticas y la medicina, lo que condujo a la formación de tales disciplinas como estadística aplicada, matemáticas aplicadas, medicina aplicada, etc. Junto con esto, el curso de formación y desarrollo de áreas relacionadas de la ciencia aplicada fue históricamente determinado, como, por ejemplo, psicología aplicada, ética aplicada, biomecánica aplicada, hasta la educación preescolar aplicada.

## Diferencia con las ciencias fundamentales
Existe una división tradicional de las ciencias en ciencias fundamentales y ciencias aplicadas. Las ciencias fundamentales investigan las leyes fundamentales que rigen el comportamiento y la interacción de las estructuras básicas de la naturaleza. Las investigaciones de las ciencias fundamentales se encuentran al borde entre lo conocido y lo inesperado, y conducen al descubrimiento científico. Por contraste, las ciencias aplicadas aplican los resultados de las ciencias fundamentales a la solución de problemas sociales y prácticos.
El propósito de la investigación fundamental es el conocimiento, es decir la representación objetiva y racional de la realidad, mientras que el propósito de la investigación aplicada es el conocimiento instrumental efectivo sobre un fragmento de realidad, diseñado para resolver un problema práctico específico.
Para la investigación fundamental la verdad del conocimiento sobre el mundo es el valor más alto; para la investigación aplicada el valor más alto es la efectividad tecnológica de la información sobre el mundo que no siempre coincide con su verdad, en el caso de la ciencia fundamental las perspectivas y el progreso de la investigación están determinados principalmente por la tarea de identificar e introducir racionalmente nuevas características del mundo, aún desconocidas. En la ciencia aplicada el curso de la investigación está determinado por la necesidad de resolver problemas tecnológicos específicos, por esta razón la novedad del conocimiento sobre el mundo en sí mismo aparece como un subproducto de la búsqueda de estas soluciones. El conocimiento obtenido en el marco de la investigación aplicada se fija, en primer lugar, como un medio para resolver un problema práctico local; el conocimiento a menudo se presenta en formas que no implican un uso cognitivo directo adicional, pero que tiene una aplicación práctica directa, por ejemplo, instrucción, metodología, receta tecnológica, etc.

## Ejemplos de ciencias aplicadas

### Ingeniería
La ingeniería («ingenio», del latín ingenium, «engendrar, producir», y sufijo -ería (conjunto); «estudio y aplicación de tecnología») es el uso de principios científicos para diseñar y construir máquinas, estructuras y otros entes, incluyendo puentes, túneles, caminos, vehículos, edificios, sistemas y procesos. Aprovecha el cúmulo de conocimientos tecnológicos para la innovación, invención, desarrollo y mejora de técnicas y herramientas para satisfacer las necesidades y resolver problemas técnicos tanto de las personas como de la sociedad.
El ingeniero se apoya en las ciencias básicas (matemática, física, química, biología, ciencias económicas y administrativas, ciencias de la ingeniería, ingeniería aplicada) tanto para el desarrollo de tecnologías, como para el manejo eficiente y productivo de recursos y fuerzas de la naturaleza en beneficio de la sociedad. La ingeniería es una actividad que transforma el conocimiento en algo práctico.
La ingeniería aplica los conocimientos y métodos científicos a la invención o perfeccionamiento de tecnologías de manera pragmática y ágil, adecuándose a las limitaciones de tiempo, recursos, requisitos legales, requisitos de seguridad, ecológicos, etc.
Su estudio como campo del conocimiento está directamente relacionado con el comienzo de la Revolución Industrial, constituyendo una de las actividades pilares en el desarrollo de las sociedades modernas.

### Medicina
La medicina (del latín medicina, derivado a su vez de mederi, que significa ‘curar’, ‘medicar’) es la ciencia de la salud dedicada a la prevención, diagnóstico, pronóstico y tratamiento de las enfermedades, lesiones y problemas de salud de los seres humanos. Al profesional de la salud capacitado para aplicar tales conocimientos técnicos en el mantenimiento o mejora de la salud humana se le conoce como médico o coloquialmente como doctor y normalmente se los encuentra en hospitales, aunque también pueden laborar como investigadores médicos en laboratorios clínicos, como docentes en facultades de medicina o como funcionarios en el sistema de salud pública. 
Es importante aclarar que algunas disciplinas como la odontología, la psicología clínica o incluso la medicina veterinaria no son especialidades médicas, sino campos diferentes que al formar también parte de las ciencias médicas comparten características comunes con la medicina como el empleo del mismo método clínico.

### Negocio
La ciencia aplicada a los negocios se caracteriza claramente como la aplicación estratégica de métodos y conocimientos para abordar desafíos dentro del marco de las operaciones comerciales y la toma de decisiones. La reciente y profunda interrupción causada por la inteligencia artificial (IA) subraya la necesidad de reevaluar percepciones previas, especialmente en el contexto de su aplicación a la ciencia aplicada a los negocios. Conclusiones preliminares enfatizan la necesidad de investigaciones adicionales en territorios inexplorados, comúnmente conocidos como "greenfields", que aprovechen las capacidades de plataformas de IA de extremo a extremo. Este paisaje en evolución requiere un enfoque proactivo para comprender y maximizar el potencial de la IA en el ámbito de la ciencia aplicada a los negocios.

## Grupos de ciencias aplicadas

### Ciencias de la salud
Las ciencias de la salud son disciplinas que se ven relacionadas con la protección, el fomento y la restauración de la salud y de sus servicios. Además, se pueden definir como ciencias aplicadas que abordan el uso de conocimientos, de tecnologías, de la ingeniería o de las matemáticas en la prestación de asistencia sanitaria a los seres humanos. Dichas ciencias no son clasificadas como ciencias naturales ni ciencias sociales (aunque se nutren de ellas además de las matemáticas y la filosofía, y producen su propio "cuerpo de conocimientos", como lo hace la Enfermería), por tanto, su estatuto epistemológico o clasificación como ciencia es la siguiente en sentido estricto: son "Disciplinas Profesionales". La función de las ciencias de la salud es aquello que permita lograr una mejor calidad de vida, más larga, en buenas condiciones, sin incapacidades.
Las ciencias de la salud se organizan en dos vertientes:
- el estudio e investigación para la adquisición de conocimientos sobre la salud-enfermedad;
- la aplicación de estos conocimientos técnicos.

Ambas vertientes se reúnen para lograr el amplio propósito de: mantener, reponer, mejorar la salud y el bienestar, prevenir, tratar y erradicar enfermedades y comprender mejor los complejos procesos vitales de los organismos animales y humanos relacionados con la vida, la salud y sus alteraciones (enfermedad).
Se dice que las ciencias de la salud son interdisciplinarias por el hecho de entrelazar o combinar varias ciencias para el estudio de un mismo caso clínico desconocido o para profundizar el estudio de una forma más especializada.

### Ciencias de la comunicación
Las ciencias de la comunicación (comunicación social, comunicología o solo comunicación) analizan, estudian y discuten los fenómenos relacionados con la información y el efecto de la acción de la comunicación humana. Se encargan de observar y examinar los medios de difusión masivos (desde su legislación, hasta la  producción y recepción de los contenidos), las industrias culturales, el consumo y el conjunto semiótico que estos construyen. 
Trata un campo de estudios interdisciplinario cuyos conceptos teóricos son compartidos e intervenidos con frecuencia. Es abordado por disciplinas como la semiótica, la psicología, la ciencia política, la sociolingüística, la antropología, la filosofía,  la informática, la cibernética, la sociología, etc.; pero elabora herramientas analíticas y métodos de estudio propios.
La comunicación abarca un amplio abanico de especialidades laborales, como las relaciones públicas, la publicidad, el diseño gráfico, las redes sociales, la fotografía, la comunicación audiovisual, la comunicación institucional, la comunicación política, el periodismo, el cine, los videojuegos, las telecomunicaciones, entre otras.
Gran parte de los estudios y análisis desarrollados en materia de comunicación provienen de distintas escuelas de pensamiento e investigación, entre las que se destacan la Escuela de Palo Alto de Estados Unidos, la escuela de Fráncfort de Alemania, la Mass Communication Research estadounidense (fundada con base en la corriente del conductismo), la New York Academy of Sciences; y de campos de investigación como el de los estudios culturales, que concentra numerosas observaciones relacionadas con la economía política, la historia, la teoría literaria (entre otras) y que a su vez se examinan conforme a las prácticas culturales que se realizan en contexto del poder político, de las ideologías, de la nacionalidad, del sentido, de la etnia, etcétera.